# Arnold Hörburger

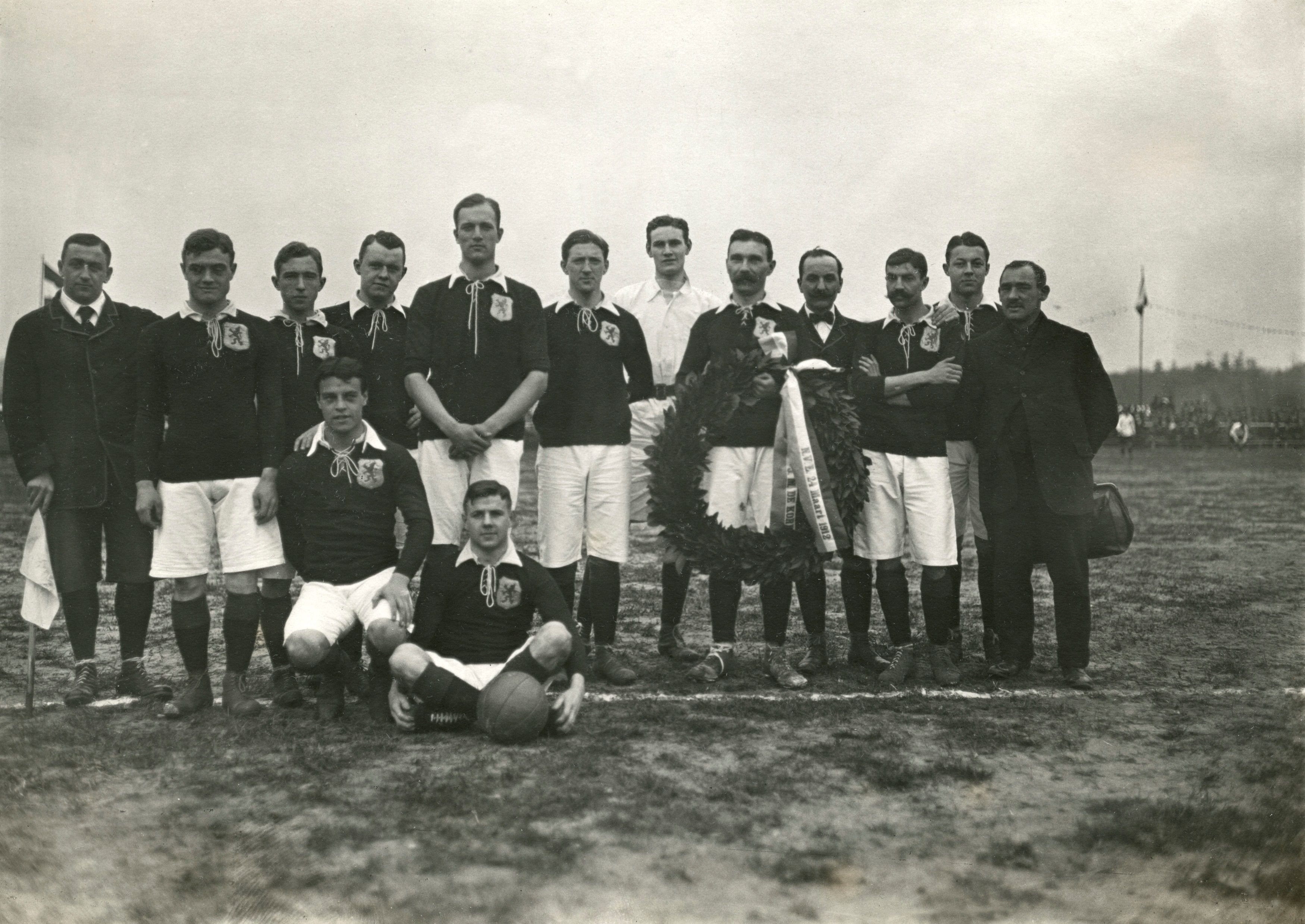
Arnold Hörburger (3e van rechts) in het Nederlands elftal (1912)

Arnold Hörburger (Rotterdam, 17 februari 1886 – Rotterdam, 20 februari 1966) was een Nederlands voetballer. Hij kwam als linkshalf voornamelijk uit voor de Rotterdamse voetbalclub VOC. Hij speelde acht interlands voor het Nederlands elftal.

## Loopbaan
Hörburger was de helft van een eeneiige tweeling. Samen met zijn broer Anton Hörburger speelde hij aanvankelijk voor het Haagse HVV Quick. In 1905 maakten de tweelingbroers de overstap naar VOC, waarvoor ook een oudere broer speelde. Met de Rotterdamse tweedeklasser werd in 1907 de KNVB beker gewonnen. In 1908 en 1909 werd de finale van het bekertoernooi bereikt. Het team werd meermaals kampioen in de Tweede klasse en promoveerde in 1910 naar de Eerste klasse.
Arnold Hörburger maakte op 10 april 1910 zijn debuut voor Nederland, in een interland tegen België. Deze wedstrijd is omstreden, omdat van Belgische kant na afloop werd beweerd dat Arnold Hörburger onreglementair door zijn broer Anton in de rust vervangen werd. Hörburger was na dertig minuten geblesseerd van het veld gegaan en kwam in de tweede helft fris en uitgerust weer in het veld om de wedstrijd vervolgens volledig uit te spelen. Wissels waren in deze periode nog niet toegestaan. De broers bleven altijd volhouden dat er van een vervanging geen sprake was geweest.
Hörburger kwam acht keer uit voor Oranje. In maart 1912 speelde hij tegen Duitsland zijn laatste interland. Hij werd geselecteerd voor het elftal dat uit zou komen op de Olympische Zomerspelen 1912 in Zweden, maar besloot hiervoor te bedanken. Tot 1923 kwam hij met zijn broer uit voor VOC. Het tweetal keerde vervolgens terug naar HVV Quick en speelde vanaf 1924 voor GVV Unitas. Later kwamen ze nog uit voor het Nederlands elftal van oud-internationals.
De broers Hörburger hadden als bijnaam De Prutsers, vanwege hun 'balverliefdheid' en continue gepingel. Ze bleven hun leven ongetrouwd, woonden samen en waren onafscheidelijk. Arnold Hörburger overleed in 1966 enkele dagen na zijn tachtigste verjaardag.